# Rangá
Rangá è il nome di un fiume dell'Islanda meridionale formato dalla confluenza di due rami, l'Ytri-Rangá e l'Eystri-Rangá. 

## Descrizione
L'Ytri-Rangá ha origine nel campo lavico a ovest del vulcano Hekla e scorre in direzione sud-ovest.

L'Eystri-Rangá ha inizio a ovest del ghiacciaio Tindfjallajökull e fluisce prevalentemente in direzione ovest. A ovest di Hvolsvöllur si unisce alla Þverá e dopo 5 km si fonde con l'Ytri-Rangá per formare l'Hólsá, che alla fine sfocia in mare.
La Hringvegur, la grande strada ad anello che contorna tutta l'isola, attraversa l'Ytri-Rangá appena ad ovest di Hella e l'Eystri-Rangá a circa metà strada tra Hella e Hvolsvöllur. 
Nell'Ytri-Rangá sono presenti le cascate Fossbrekkur e in entrambi i fiumi è possibile la pesca al salmone.